# Csaliféreg
A csaliféreg (Arenicola marina) a soksertéjűek (Polychaeta) osztályának a Capitellida rendjébe, ezen belül az Arenicolidae családjába tartozó faj.

## Előfordulása
A csaliféreg védett öblök vagy folyótorkolatok sötét, iszapos homokjában fordul elő a legnagyobb számban. Az Atlanti-óceán nyugat- és észak-európai partjainál és a Földközi-tengerben él. A csaliférget használják ugyan horgászcsalinak, de az ember közvetlenül mégsem fenyegeti, a tengerbe kerülő olaj és vegyszerek viszont veszélyeztetik a létét.

## Megjelenése
A csaliféreg hossza 10-20, néha 25 centiméter, vastagsága 1-1,5 centiméter. Az állat zöldessárga vagy barnás színű, teste kör keresztmetszetű. A kopoltyúk a csaliféreg testén hosszában, középtájt helyezkednek el. Finoman elágazóak és dúsan erezettek, hogy a lehető legtöbb oxigént tudják felvenni. Az állatnak 13 vörös kopoltyúpárja van. Az ásást kis serték könnyítik meg.

## Életmódja
A csaliféreg magányosan, lakócsőben él. A lakócsőnek két járata van. Az elülső járatrésznél az árapály friss homokot sodor a csőbe, amit a csaliféreg elfogyaszt, és a benne található szerves anyagokkal táplálkozik. Minden felhasználható tápanyagot hasznosít. A hátulsó járatrésznél a csaliféreg nyálkát termel, ami a homokszemcsékkel összetapadva megkeményíti a járat falát, s így a járat nem omlik be. Az állat féregmozgásokkal friss vizet szivattyúz a csőbe. A tengervíz friss vizével minden dagály oxigént hoz, eltávolítja a felesleges szén-dioxidot, és táplálékrészecskéket is tartalmaz. A csaliféreg ürüléke főként homokból áll. Ezt akkor üríti, amikor a táplálékrészeket kivonta belőle, azaz mintegy háromnegyed óránként. A kivetett homokot elmossa a következő ár.

## Szaporodása
A váltivarú állatok október közepén lakócsöveikből petéket és spermákat bocsátanak a tengerbe. A szaporodási időszak két hétig tart. A lárva a tengerfenéken fejlődik felnőtt állattá.